# Вінницьке збройне повстання
Вінницьке збройне повстання — збройне повстання робітників і солдатів Вінниці під керівництвом більшовиків проти Тимчасового уряду з 10 листопада (28 жовтня) до 12 листопада (30 жовтня) 1917 року під час Жовтневого перевороту.

## Історія
Повстанню передував виступ революційно налаштованих солдатів розквартированого у Вінниці 15-го запасного піхотного полку. 5 листопада (23 жовтня) вони вийшли на демонстрацію проти наказу командування Південно-Західного фронту про розформування полку.
Того ж дня з ініціативи більшовиків Вінницької Ради робітничих і солдатських депутатів було створено ревком (революційний комітет) на чолі з лідером місцевих більшовиків Миколою Тарногородським. Ревком оголошував недійсними всі розпорядження місцевої влади без узгодження з ним. Комітет також погодився не допустити відходу на фронт 15-го полку та інших революційно налаштованих формувань, які дислокувалися у Вінниці, а також заборонити видачу зброї з військових складів. Каральні формування, які прибули до міста, поставили Вінницькій Раді ультиматум: вислати 15-й полк на фронт, видати зброю зі складів для фронту та заарештувати всіх більшовиків. Рада відхилила ці прохання і запропонувала карателям залишити місто.
Після подій у Петрограді та Києві 10 листопада (28 жовтня) почалося повстання. Проти імперських загонів виступили червоногвардійці та різні військові формування (~6 тис. бійців). 12 листопада (30 жовтня) після боїв і зосередження великих військових сил контрреволюційне командування Південно-Західного фронту змусило повстанців відступити з міста. Проте їм на допомогу зі Жмеринки прибули два полки 2-го гвардійського корпусу, які вибили контрреволюціонерів з Вінниці. 17 листопада (4 листопада) в місті було встановлено радянську владу. За даними радянських енциклопедій, утвердженню радянської влади у Вінниці завадила Центральна Рада України, яка «підступно роззброїла революційні формування і тимчасово окупувала місто».